# Mercado de Collblanc
El mercado de Collblanc es un mercado de Hospitalet de Llobregat (Barcelona, España). Fue proyectado por el arquitecto Ramón Puig y construido en 1932. El edificio, de estilo art déco, está catalogado como bien cultural de interés local.

## Descripción
Es un edificio de planta de cruz latina, con los brazos longitudinales más largos que los transversales. La cubierta es de teja romana a cuatro aguas y en la intersección de los dos brazos se levanta un cuerpo cuadrangular cubierto también a cuatro aguas. Cada brazo de la cruz es de tres naves, el central más alto que los laterales, de esta manera se abren dos niveles de ventanas, un nivel en las naves laterales y otro en el muro de la nave central que sobresale por encima de las laterales. La decoración exterior es muy sencilla y de tipo geométrico. Las ventanas son rectangulares y en degradación. Las fachadas tienen pilastras con poco volumen y sin decoración y las aberturas, también en degradación, tienen la parte superior en forma de medio hexágono.

## Historia
Ramón Puig, arquitecto municipal de Hospitalet de Llobregat, redactó en 1926 el Plan de Ensanche y Reforma de Hospitalet debido al crecimiento urbanístico de la ciudad durante los años 1920. La creación del mercado es fruto de ese plan y se construyó en el mismo solar en que se hacía el mercado semanal. En la década de los 60 se le añadieron las paradas exteriores y en 1994 se construyó un aparcamiento bajo la plaza del mercado para dar servicio a sus clientes con la romodelación de toda el entorno junto a las paradas exteriores para tomar la forma definitiva actual.

## Horario
Horarios de apertura del mercado:

### Paradas interiores
- Lunes: De 08.00 a 13.30
- De martes a jueves: De 08.00 a 14.00
- Viernes: De 8.00 a 20.00
- Sábados: De 08.00 a 15.00

### Paradas exteriores
- De lunes a jueves: De 09.00 a 14.00
- Viernes: De 8.00 a 20.00
- Sábados: De 17.00 a 20.00